# Смушкович, Даниэль Максимович
Даниэль Смушкович (известен под псевдонимом Владимир Серебряков; род. 10 июля 1972) — латвийский писатель-фантаст, переводчик с английского.

## Биография
Даниэль Смушкович родился 10 июля 1972 года в Риге (Латвия), где и проживает в настоящее время. Закончил Рижскую медицинскую академию им. П. Страдыня, но по специальности не работал. Заведовал редакцией фантастики издательства «Полярис». Переводил на русский язык произведения Филлипа Фармера, Урсулы Ле Гуин, Гарри Тартлдава, Тэда Уильямса, Брюса Стерлинга, Питера Гамильтона, Энн Маккефри, Майкла Стовера, Генри Бима Пайпера. Пишет в жанрах юмористической и боевой фантастики и фэнтези под своим настоящим именем и под псевдонимами Владимир Серебряков (Владимир Даниэлевич Серебряков) и В. Альтштейнер. Женат, имеет двоих детей.
Автор романов, совместно с Андреем Улановым:
- 2001 — «Из Америки — с любовью»,
- 2003 —  «Серебро и свинец»,
- 2003 —  «Оборотень в погонах»;

а также, самостоятельно:
- 2004 —  «Лунная соната для бластера»,
- 2005 —  «Звездный огонь».

## Награды
- 2005 — Премия им. Тита Ливия, Роман, «Из Америки — с любовью» (2001)
- 2008 — Премия им. Тита Ливия, Повесть/рассказ, «Невольник чести» (2008)

### Романы
- Михайлов день (1999)
- Из Америки — с любовью (совместно с Андреем Улановым) (2001)
- Оборотень в погонах (Кот, который умел искать мины) (совместно с Андреем Улановым) (2003)
- Серебро и свинец (совместно с Андреем Улановым) (2003)
- Лунная соната для бластера (2004)
- Звёздный огонь (2005)
- Найденный мир (совместно с Андреем Улановым) (2011)

### Рассказы
- Исцеление огнём (1998)
- Герой (1998)
- Земля. Небо (1998)
- Зазеркальное утро (1998)
- Миктлан (2006)
- Невольник чести (2008)
- С другой стороны (2014)